# Джибути, Виталий Ревазович
Вита́лий Рева́зович Джибу́ти (5 июня 1963, Москва — 15 февраля 2012, там же) — российский журналист, политолог, главный редактор «Интерфакс — Агентство военных новостей» (с сентября 2001 года по 15 февраля 2012 года), заместитель главного редактора службы политической информации «Интерфакса».

## Биография
Виталий Ревазович Джибути родился 5 июня 1963 года в Москве. После окончания журфака МГУ специализировался на международной и военной журналистике, работал в агентстве ТАСС. Член Союза журналистов России. В агентстве «Интерфакс» — с первых дней его создания. Неоднократно работал в «горячих точках». На протяжении многих лет освещал работу российских силовых ведомств, визиты и переговоры высших военных руководителей страны. Его оперативные репортажи зачастую становились важным источником информации о реальной ситуации и использовались политиками для принятия решений.
Автор нескольких книг, написанных по материалам многочисленных командировок по стране и миру.
Наиболее известная из книг Джибути — «Миллион километров с Сергеем Ивановым» (2008).
В 1995 году получил премию конкурса «Лучший репортаж о России-95» за работу в Чечне, освещение увольнения генерала Лебедя и причин катастрофы трех Су-27 во Вьетнаме.
Скончался скоропостижно в ночь на 15 февраля 2012 года от сердечного приступа. Похоронен на Хованском кладбище.
Премия, вручаемая в рамках ежегодного Всероссийского фестиваля прессы «Медиа-Ас», проводимого Минобороны России, носит имя Виталия Джибути. Премия вручается журналистам за смелость, объективность и высокий профессионализм в освещении военной проблематики.

## Награды
- Орден «За личное мужество» (9 января 1994 года) — «за мужество и самоотверженность, проявленные при исполнении профессионального долга в условиях, сопряжённых с риском для жизни»[4]
- Медаль ордена «За заслуги перед Отечеством» II степени (8 декабря 2000 года) — «за мужество, отвагу и самоотверженность, проявленные при исполнении профессионального долга, и объективное освещение событий в Северо-Кавказском регионе»[5]
- Медаль ордена «За заслуги перед Отечеством» I степени (8 сентября 2009 года) — «за большой вклад в развитие отечественных средств массовой информации и многолетнюю плодотворную деятельность»[6]

## Семья
- Дочь — выпускница социологического факультета МГУ.